# Kunagal, Ramanagara
Kunagal là một làng thuộc tehsil Ramanagara, huyện Ramanagara, bang Karnataka, Ấn Độ.